# Philipp Heinrich Erlebach
Philipp Heinrich Erlebach (Esens, 25 de julio de 1657 - Rudolstadt, 17 de abril de 1714) fue un compositor barroco.

## Biografía
Erlebach fue bautizado en su lugar de nacimiento, Esens, hijo del exmúsico de la corte del conde Ulrico II de Frisia oriental y más tarde Vogt Johann Philipp Erlebach (1604 - 1660) . Fue educado probablemente en la corte de Frisia oriental en Aurich.
Ya en 1681, el conde Albert Anton lo nombró maestro de capilla, y en su título de nombramiento se describen con detalles sus deberes y obligaciones: «tendrá su cargo los aspectos musicales comunes, tanto en las iglesias como en la mesa de banquetes, donde podrá interpretar sus propias composiciones o de otros, de acuerdo a su conveniencia».